# جمباز فني

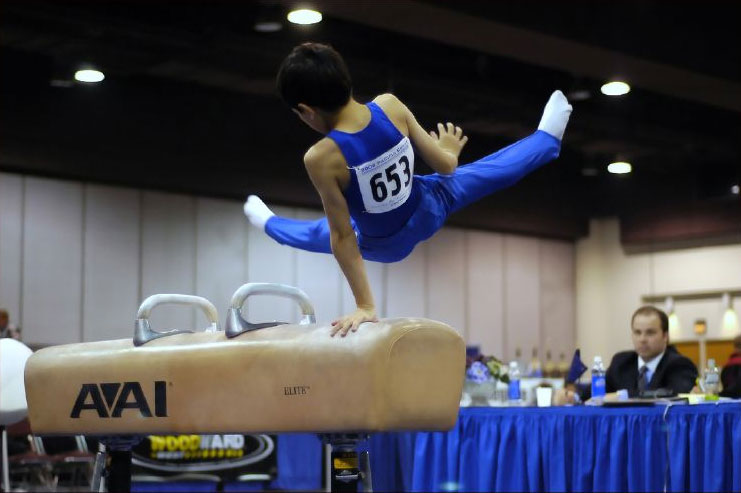
جمباز فني على جهاز حصان الحلق

الجمباز الفني (بالإنجليزية: Artistic gymnastics )‏، هناك ستة أنواع من الجمباز التي يشرف عليها الاتحاد الدولي للجمباز هي:
1. الجمباز الفني: Artistic gymnastics
2. الجمباز الإيقاعي: Rhythmic gymnastics
3. الجمباز البهلواني: Acrobatic gymnastics
4. جمباز الأيروبيكس: Aerobic gymnastics
5. الجمباز العام: General gymnastics
6. جمباز القفز: Trampoline gymnastics

يمارس جميع هذه الأنواع كلا الجنسين الإناث والذكور عدا الجمباز الإيقاعي حيث يمارسنه الإناث فقط وأكثر نوع يمارس في المنطقة العربية ولهم فيها مشاركات رسمية في المنافسات العربية والقارية والدولية ويدرس في المدارس والجامعات هو الجمباز الفني للذكور والإناث، للذكور ستة أجهزة وأربعة أجهزة للبنات وعلى الشكل التالي:

### أجهزة الذكور
1. الحركات الأرضية
2. حصان الحلق
3. الحلق
4. منصة القفز
5. المتوازي
6. العقلة

### أجهزة الإناث
1. منصة القفز: Vault Table
2. المتوازي المختلف الارتفاع: Uneven Bars
3. عارضة التوازن: Balance Beam
4. الحركات الأرضية: Floor Exercises

وهو التسلسل القانوني الذي يجري بموجبه انتقال الفرق واللاعبين واللاعبات من جهاز إلى جهاز بشكل دائري، فمن يبدأ بعارضة التوازن يذهب إلى الحركات الأرضية وهكذا دواليك.

## أوجه التشابه
1. كلا الجنسين تقوم جملهم الحركية على درجة صعوبة أساسية (حسب الجملة التي يقوم بها اللاعب) يضاف إليها المستوى من 10 درجات.
2. كلا الجنسين يشتركون بنفس البطولات التي هي:
  1. البطولة التاهيلية Qualifying competition
  2. بطولة الفردي العام All around competition
  3. بطولة نهائي الأجهزة Apparatus final competition
  4. بطولة نهائي الفرق Team final competition
3. أقصى مايجمعه كلا الجنسين على الجهاز الواحد 80 درجة حسب القانون الدولي الجديد
4. كلا الجنسين لديهم أجهزة بساط الحركات الأرضية ومنصة القفز
5. كلا الجنسين يكون عدد الفريق متكون من 6/5/4 لاعب أي يشارك الفريق بستة لاعبين ويتنافس خمسة لاعبين وتؤخذ أفضل أربعة درجات لتستخرج درجة الفريق على الجهاز الواحد والتعديل الأخير أصبح 5/4/3 تعديلات 2009

## أوجه الاختلاف
1. عدد أجهزة الذكور 6 أجهزة والإناث 4 أجهزة
2. لاتوجد أجهزة حصان المقابض والحلق والمتوازي والعقلة عند الإناث ولا توجد أجهزة عارضة التوازن والمتوازي المختلف الارتفاع عند الذكور
3. أقصى مايجمعه اللاعب من الذكور في بطولة الفردي العام 120 درجة وأقصى ماتجمعه اللاعبة من الإناث 80 درجة
4. أقصى مايجمعه الفريق من الذكور في البطولة الفرقية 480 درجة وأقصى مايجمعه الفريق من الإناث 320 درجة
5. ارتفاع منصة القفز عند الذكور 135 سم وعند الإناث 125 سم
6. زمن الأداء في الحركات الأرضية عند الذكور لغاية 70 ثانية وعند الإناث لغاية 90 ثانية والذكور لاتصاحب حركاتهم الموسيقى بينما الإناث تصاحب حركاتهم الموسيقى

هذا بشكل مختصر أوجه التشابه والاختلاف بين الجمباز الفني للإناث والذكور
أما بالنسبة للجمباز الإيقاعي فهو يمارس من قبل الإناث فقط وأجهزته هي:
الكرة، الشريط، الشاخص، الطوق، الحبل
وفيه بطولات فردية وفرقيه ويمارس في المنطقة العربية بشكل محدود لايتجاوز دولتين أو أكثر بقليل في الدول العربية
أما جمباز الترامبولين فهو يمارس بشكل محدود في بعض الدول العربية ويمارس كجهاز مساعد في تدريبات الفرق العربية لتطوير الحركات الصعبة وبشكل جزئي في كليات التربية الرياضية في الدروس المنهجية واستثماره في العروض الرياضية.
أما باقي الأنواع الأخرى من الجمباز فهي منتشرة في الدول العربية ولكن لم يصل أي من لاعبي الدل العربية لمستويات المنافسات العالمية حتى الآن.

## الدليل إلى الجمباز الفني للذكور
هو أحد أنواع الجمباز المتكون من ستة أنواع والتي يشرف عليها الاتحاد الدولي للجمباز ويمارس من كلا الجنسين ويعتبر من أهم الرياضات في الألعاب الأولمبية التي تجذب أكبر عدد ممكن من المشاهدين وينقسم إلى قسمين:
1.الجمباز الفني للرجال
يتكون من ستة أجهزة هي:

## الحركات الأرضية
يؤدي اللاعب حركاته على بساط ارضي مساحته 12 م×12م دون مصاحبة موسيقية تتصف بالقوة والمرونة والتوازن وكذلك تحتوي على حركات مربوطة مثل القلبات الهوائية الأمامية والخلفية والجانبية، الوقوف على اليدين، حركات اللف حول المحور الطولي
مع حركات تعبيرية جمالية ويجب أن تنفذ هذه الحركات على كامل مساحة البساط بفترة زمنية لاتزيد عن 70 ثانية
أنظر المقال الأصلي: حركات أرضية (جمباز)

## حصان المقابض

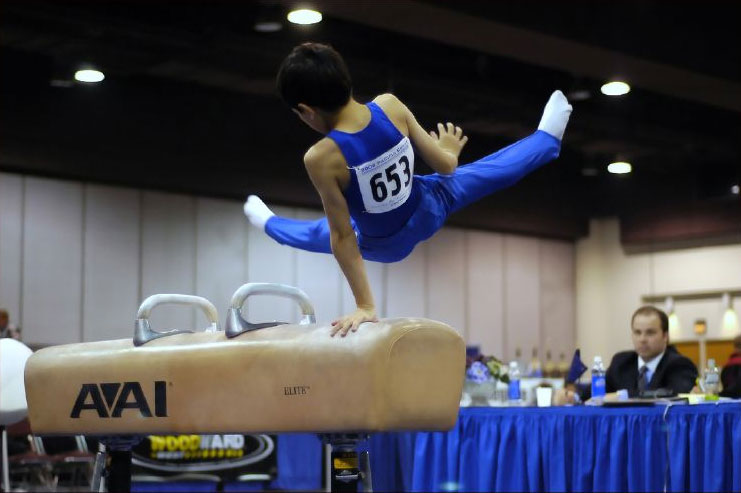
لاعب على حصان الحلق

حصان المقابض، ارتفاعه 115 سم وفيه مقبضين ارتفاعها عن سطح الحصان 12 سم
متصلة بجسم الحصان والمسافة بينها 40 – 45 سم ويجب أداء الجملة
الحركية على جميع أجزاء الحصان متضمنة مرجحات الرجلين الدائرية المضمومة والمفتوحة وحركات بند ولية والمقصات وحركات الوقوف على اليدين كما ويجب أن تنتهي الجملة الحركية بحركة هبوط
أنظر المقال الأصلي: حصان المقابض

## الحلق
الحلق، يتكون من حلقتين دائرية معلقة بأسلاك مرتبطة بهيكل الجهاز من الأعلى ارتفاعه الكلي 575 سم وبعد الحلقات عن الأرض 275 سم وأي جملة حركية على الحلق تتكون من حركات مرجحة وحركات قوة وثبات بشكل متساوي تقريبا هذه الحركات وحركات الربط تؤدى بوضع التعلق إلى وضع الارتكاز أو المرور به أو إلى وضع الوقوف على اليدين أو المرور به والأداء بمد الذراعين والذي يجب أن يكون هو الغالب. والتمارين
المعاصرة للجمناستك تشخص بالانتقال ما بين حركات المرجحة والقوة أو بالعكس وغير مسموح بمرجحة الأسلاك
أنظر المقال الأصلي: حلق (جمباز)

## منصة القفز
منصة القفز، يتكون الجهاز من ثلاثة أجزاء هي مجال الركض ومحدد بمسافة 25 م حسب القانون الدولي للجمباز ولوحة القفاز التي طولها 120 سم وعرضها 60 سم وارتفاعها 20 سم ومنصة القفز التي طولها 120 سم وعرضها 95 سم وارتفاعها 135 سم ويجب أن يؤدي اللاعب قفزة واحدة في البطولات كافة عدا بطولة نهائي الأجهزة حيث يجب أن يعرض قفزتين من مجموعتين مختلفتين من المجاميع الحركية لمنصة القفز. وعلى اللاعب أن يبدأ كل قفزة من الوقوف الثابت وبرجلين مضمومتين ومواجه لمنصة القفز

## المتوازي
المتوازي، يتكون الجهاز من عارضتين مختلفتين بالطول ومتوازيتين وبارتفاع واحد
طوله 350 سم وارتفاعه 195 سم والمسافة بين العارضتين (42 – 52 سم) مرتكزة على جزأين جزء ثابت وجزء متحرك جميعها تستند على هيكل حديدي ويتحكم بعرض العارضتين. تتكون تمارين المتوازي من حركات مرجحة، طيران، قوة تؤدى بانتقالات مستمرة بأوضاع تعلق وارتكاز مختلفة

## العقلة
العقلة، يتكون الجهاز من عارضة مثبتة على عمودين من الأعلى بشكل أفقي محاطة
بأسلاك مرتبطة بجهتي العارضة من الأعلى وفي الأرض بحيث تثبت بإحكام
على الأرض وعلى الأعمدة ولا يوجد فيها أي ارتخاء يؤثر على أداء اللاعب
وتتميز تمارين العقلة بالاستمرارية والربط بين حركات المرجحة، اللفات،
الطيران والتناوب بين الحركات المنجزة قرب العارضة بقبضات يدين متنوعة
تثبت سيطرة اللاعب الكاملة على الجهاز الذي يكون فيه طول العارضة
240 سم وارتفاعها عن الأرض 275 سم